# Municipio de Kaynardzha
El municipio de Kaynardzha (búlgaro: Община Кайнарджа) es un municipio búlgaro perteneciente a la provincia de Silistra.
En 2011 tiene 5070 habitantes, el 50,34% turcos, el 28,19% búlgaros y el 14,5% gitanos. La capital es el pueblo de Kaynardzha.
Comprende un área rural ubicada en la esquina oriental de la provincia. Es limítrofe con la provincia de Dobrich y al norte tiene frontera con Rumania.

## Localidades
| Localidades         | Cirílico           | Población (diciembre de 2009) |
| ------------------- | ------------------ | ----------------------------- |
| Kaynardzha          | Кайнарджа          | 783                           |
| Davidovo            | Давидово           | 177                           |
| Dobrudzhanka        | Добруджанка        | 136                           |
| Golesh              | Голеш              | 1370                          |
| Gospodinovo         | Господиново        | 40                            |
| Kamentsi            | Каменци            | 47                            |
| Kranovo             | Краново            | 173                           |
| Polkovnik Cholakovo | Полковник Чолаково | 217                           |
| Poprusanovo         | Попрусаново        | 41                            |
| Posev               | Посев              | 153                           |
| Svetoslav           | Светослав          | 133                           |
| Sredishte           | Средище            | 1318                          |
| Strelkovo           | Стрелково          | 32                            |
| Voynovo             | Войново            | 180                           |
| Zarnik              | Зарник             | 450                           |
| Total               |                    | 5250                          |